# Arthur Roessler
Arthur Roessler (20. února 1877 Vídeň – 20. července 1955 Vídeň) byl rakouský historik a kritik umění.

## Život
Arthur Roessler studoval filozofii, literaturu a dějiny umění u Franze Wickhoffa na univerzitě ve Vídni, ale nedosáhl doktorského titulu. Po ukončení studií procestoval Německo, Francii, Anglii a Itálii. V 90. letech krátce pobyl v umělecké komuně. Usadil se v Mnichově a pracoval jako novinář. Ve svých románech a esejích o atmosféře gotiky (Die Stimmung der Gotik, 1903) kombinoval lyrické vcítění, vybroušenost jazyka a brilantní styl.

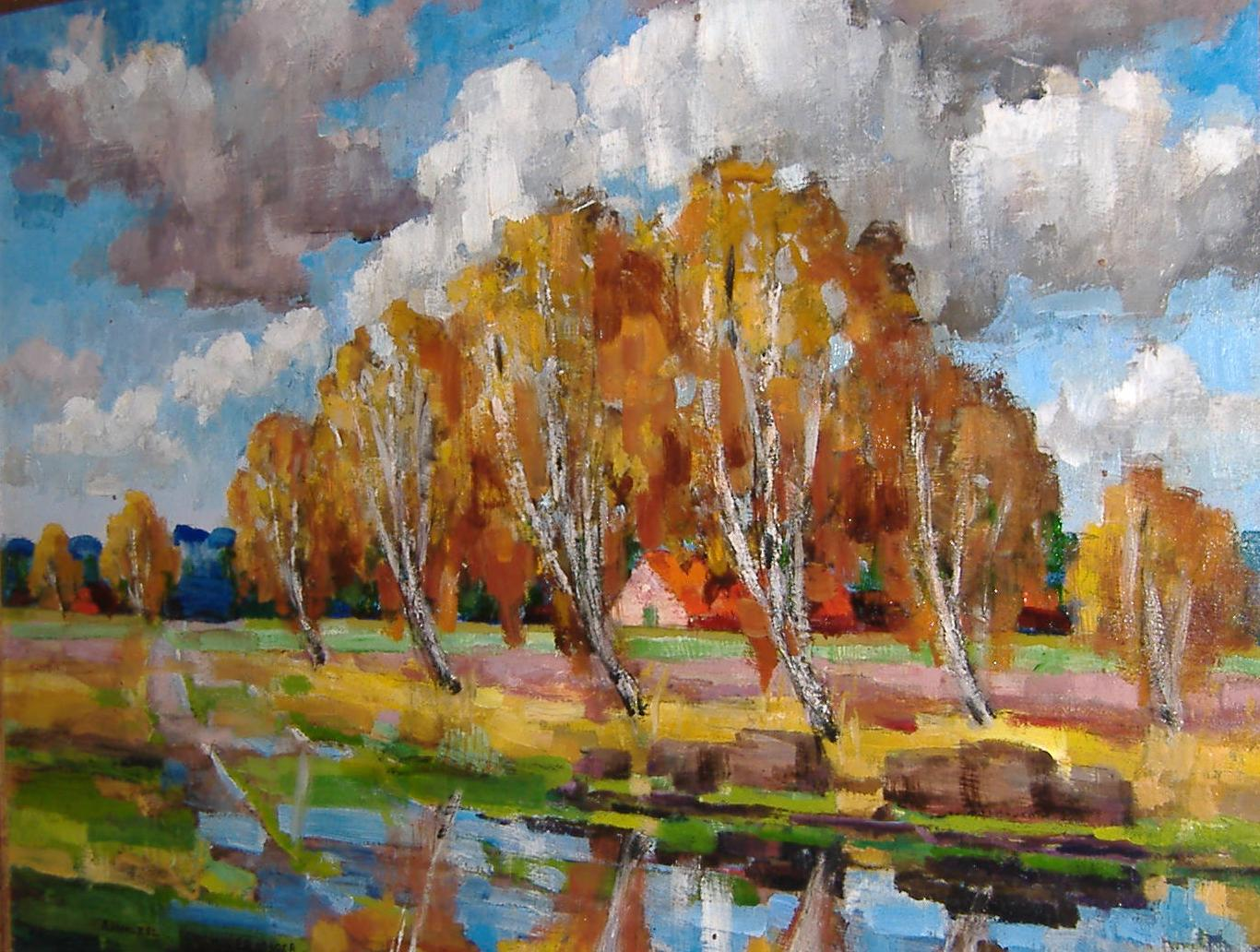
Hölzl, Mokřina v Dachau

Roku 1905, díky své knize o Adolfu Hölzelovi a umělecké kolonii v Dachau (1875–1913) obrátil pozornost k současné malbě. Ve stejném roce se přestěhoval do Vídně a na rok převzal řízení Galerie MIETHKE. Publikoval několik monografií o rakouských malířích 19. století (Ferdinand Georg Waldmüller, Rudolf von Alt, Josef Danhauser), ale zabýval se i Kokoschkou, Meštrovičem nebo Štursou. Jako redaktor pracoval pro několik uměleckých časopisů a jako umělecký poradce na žádost Viktora Adlera pro sociálně demokratické Arbeiter-Zeitung a Wiener Latest News. Uvědomil si, jak důležité je hledání mladých talentů a jejich publicistická i osobní podpora.
Roessler roku 1909 objevil a poté podporoval Egona Schieleho. I když jejich vzájemný vztah nebyl vždy klidný, malíř nikdy nepřestal být jeho chráněncem a Roessler Schieleho povzbuzoval, hledal kontakty a pilně shromažďoval jeho práce. Pamela Kort uvádí, že svědectví Roesslera o Diefenbachově komuně i pobyt některých malířových přátel z Nekunstgruppe v Monte Veritá u Gräsera měly vliv na autostylizaci Schieleho jako trýzněného proroka. Egon Schiele portrétoval Arthura Roesslera i jeho manželku Idu. Po Schieleho smrti Roessler nadále udržoval jeho památku a publikoval několik knih.
V meziválečném období Roessler pokračoval v činnosti jako novinář, vydavatel, organizátor výstav a funkcionář kulturních organizací, byl viceprezidentem Wiener Werkstätte a předsedou rakouského Werkbundu.
Po nástupu nacistů a přijetí norimberských zákonů byl Roessler považován za „míšence“ a čelil problémům. Mimo jiné mu zabavili několik stovek dopisů od Rudolfa von Alta. Roesslerovo literární dílo je důležitým příspěvkem k historii umění zakladatelů rakouské moderny.

### Ocenění
- Zlatá medaile cti z Vídeňské univerzity
- Stříbrná medaile Albrechta Dürera
- Stříbrná medaile Adalberta Stiftera

### Díla (výběr)
- Die Stimmung der Gotik und andere Essays. Berlin 1903.
- Stimmung der Gotik. Ein Zwiegespräch. Mit Originalholzschnitten von Otto R. Schatz. 3., überarb. u. abgeschlossene Ausgabe. Wiener Volksbuchverlag, Wien 1947.
- Neu-Dachau. Ludwig Dill, Adolf Hölzel, Arthur Langhammer. Velhagen & Klasing, Bielefeld/Leipzig 1905. Nachdruck: Verlagsanstalt Bayerland, Dachau 1982, ISBN 3-922394-10-8.
- Ferdinand Georg Waldmüller. Karl Graeser, Wien 1908.
- Rudolf von Alt. Karl Graeser, Wien 1909.
- Josef Danhauser. Rosenbaum, Wien 1911.
- Kritische Fragmente. Aufsätze über österreichische Neukünstler. Lányi, Wien 1918. (Über Anton Faistauer, Johannes Fischer, Albert Paris Gütersloh, Felix Albrecht Harta, Oskar Kokoschka, Alfred Kubin, Egon Schiele, Ernst Wagner, Gustinus Ambrosi, Anton Hanak, Ivan Meštrović und Jan Štursa.)
- Walther von der Vogelweide. Ausgewählt und übertragen von Arthur Roessler. Mit Holzschnitten von Erwin Lang. Schrift von Jutta Schulhof. C. Konegen, Wien 1921.
- Das Egon Schiele Buch. Hrsg. von Fritz Krapfen. Mit einem Beitrag von Arthur Roessler und einem Leitspruch von Gustinus Ambrosi. Wiener graphische Werkstätte, Wien/Leipzig 1921.[4]
- In Memoriam Egon Schiele. Mit Beiträgen von Otto Benesch. Lányi, Wien 1921.
- Briefe und Prosa von Egon Schiele. Lányi, Wien 1921.
- Egon Schiele. Im Gefängnis. Wien 1922.
- Erinnerungen an Egon Schiele. Marginalien zur Geschichte des Menschentums eines Künstlers. C. Konegen, Wien 1922. 2., vermehrte und mit Abbildungen versehene Auflage. Hrsg. Egon-Schiele-Archiv. Wiener Volksbuchverlag, Wien 1948.
- Das graphische Werk Egon Schieles. Wien 1923.

## Galerie

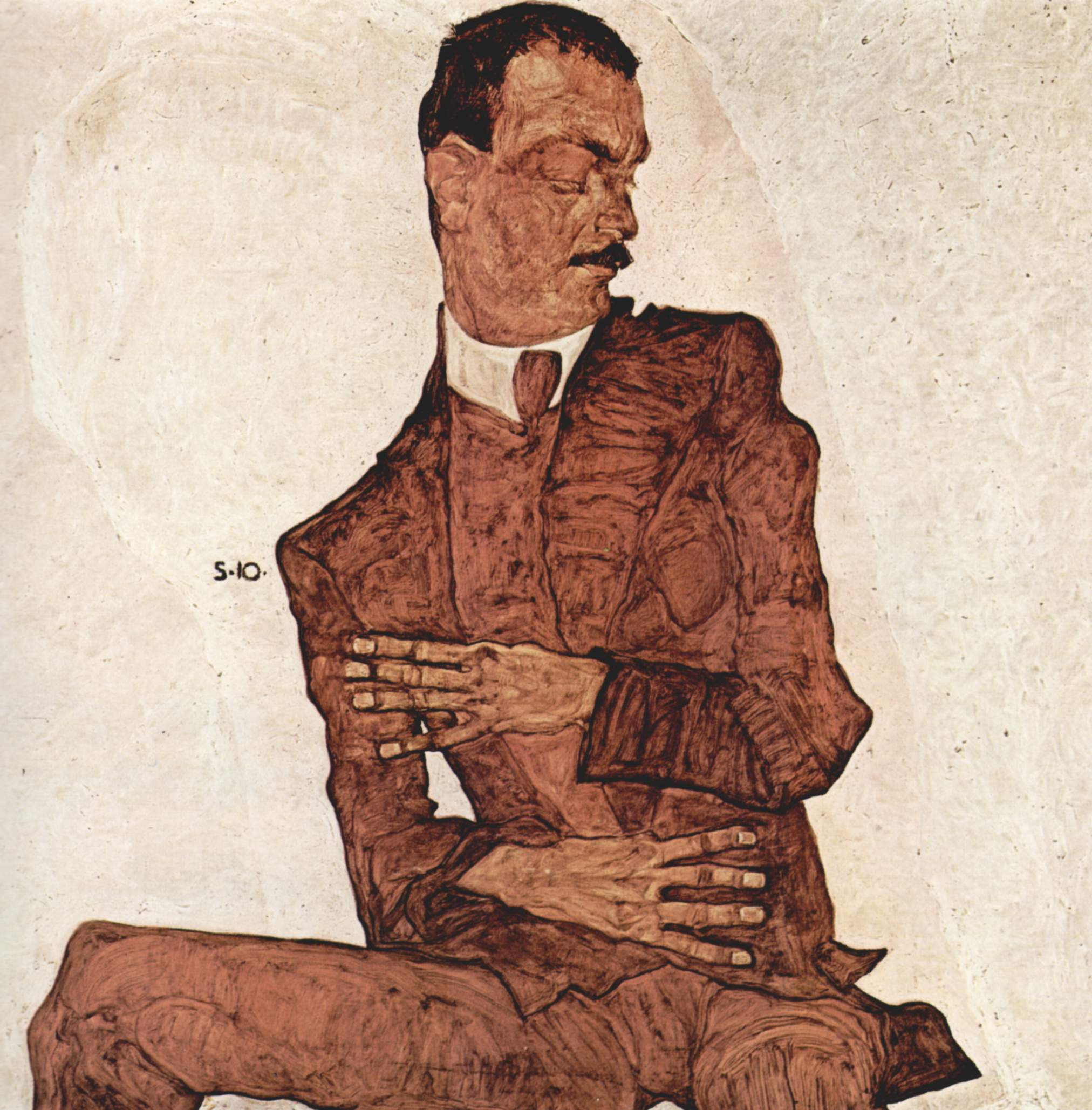
Egon Schiele, portrét Arthura Roesslera, 1910
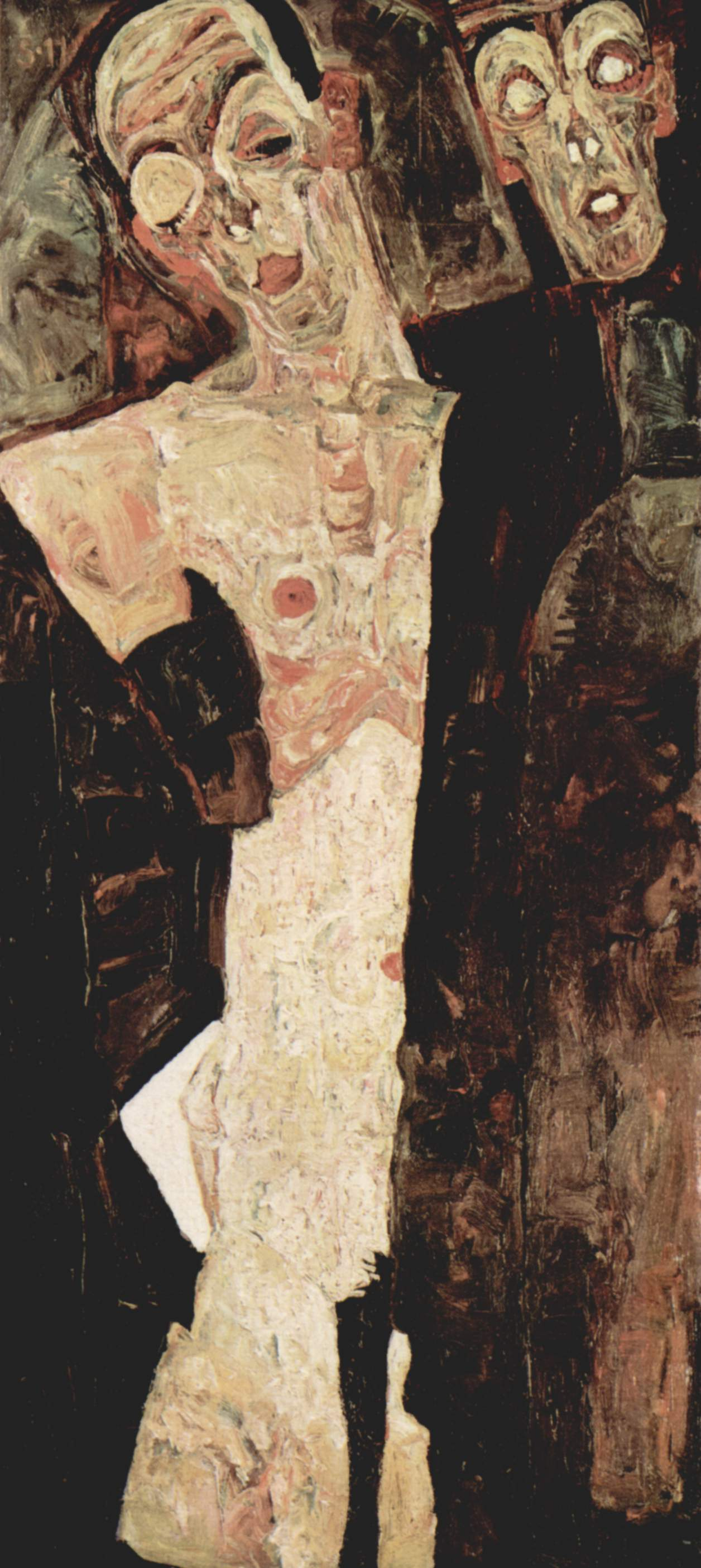
Egon Schiele, Prorok, 1911
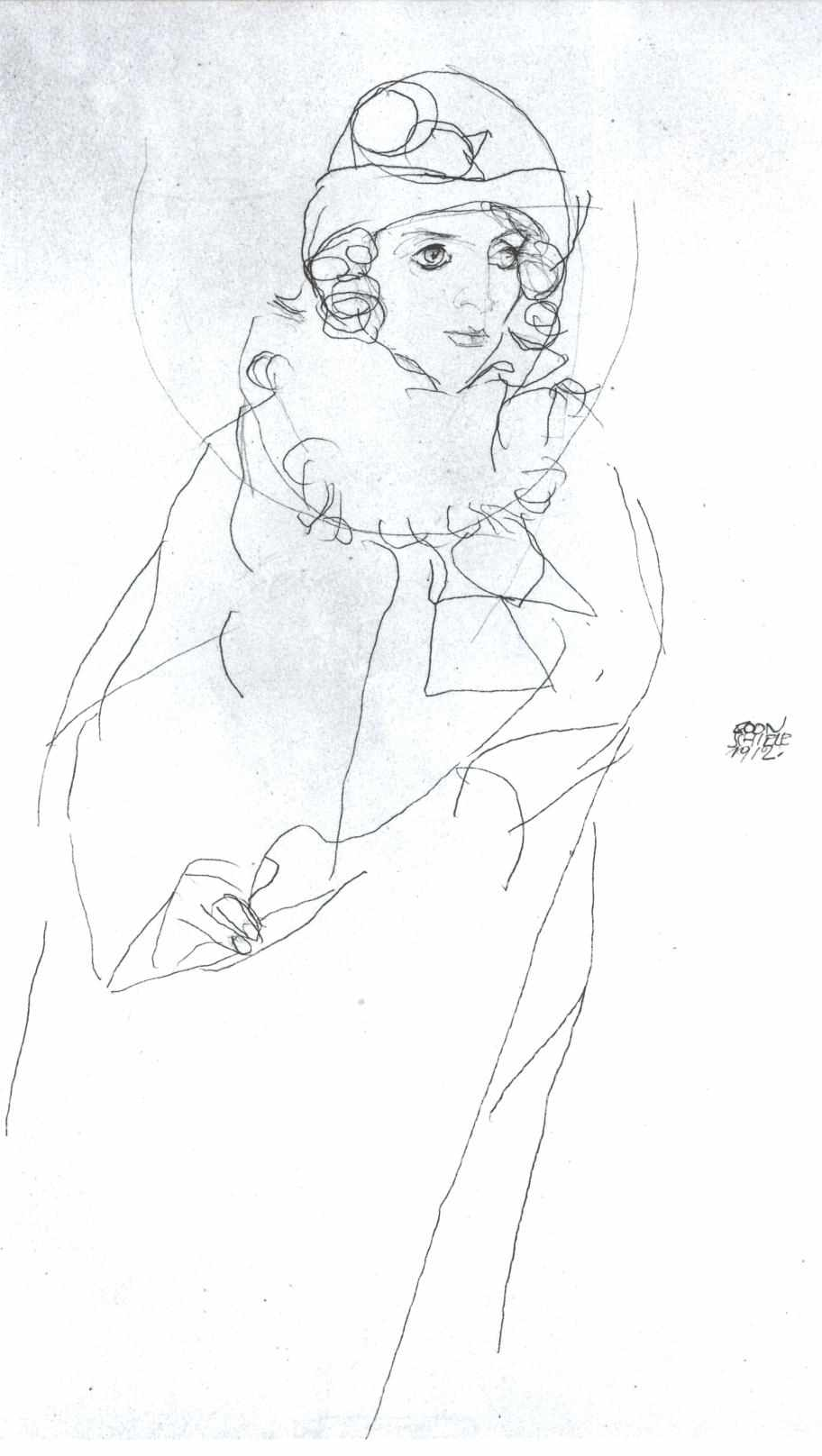
Egon Schiele, portrét Idy Roesslerové, 1912